# 専大スポーツ
専大スポーツ（せんだいスポーツ）は、専修大学の学生新聞。専修大学新聞部が発行する。略称は「専スポ」（せんスポ）。

## 概要
大学広報誌「ニュース専修」(毎月1回15日発行)内の「専大スポーツ」紙面への一面記事ならびに写真提供を行っている。「ニュース専修」は学校内での配布、卒業生へ毎月送付される。
また、専大スポーツHPへのWeb記事投稿、各体育会の試合情報をXやInstagramで試合速報を発信している。

## 専Sation
2009年3月12日より、春と秋の年2回、フリーペーパー「専Sation」を発行。タイトルは、英単語の“sensation”に由来する。生田・神田両キャンパス及び大学周辺地域の協賛商店や区役所等で配布している。郵送での定期購読も可能であり、購読料は体育会を応援するための学内・大学周辺地域の広報活動に充てられる。
「ニュース専修」内の限られた記事にとどまらず、結果中心的ではない、現場でしか味わえないドラマや、試合の詳細まで掲載することを主目的に創刊された。

## 出身者
- 三嶋毬里衣 - スポーツジャーナリスト

## 所在地
〒214-0033 神奈川県川崎市多摩区東三田２丁目１ 専修大学 第1学生自治会館内